# Mitsubishi 1MF2 Hayabusa
Mitsubishi 1MF2 Hayabusa – japoński, prototypowy samolot myśliwski wytwórni Mitsubishi przeznaczony dla lotnictwa Cesarskiej Armii Japońskiej, zbudowany w latach 20. XX wieku. Maszyna brała udział w konkursie na nowy myśliwiec lotnictwa armii mający być pierwszą tego typu konstrukcją rodzimego przemysłu.

## Historia

### Geneza
Dostrzegając znaczenie nowego rodzaju sił zbrojnych jakim było lotnictwo, wraz z zakończeniem I wojny światowej Japonia rozpoczęła intensywną rozbudowę własnych sił powietrznych. Nie mając jednak zaplecza technicznego rodzimego przemysłu i z braku doświadczenia w konstruowaniu i budowie samolotów, sięgnięto po pomoc jakiej udzieliły Francja i Wielka Brytania przysyłając własne misje wojskowe, w skład których wchodzili specjaliści w dziedzinie budowy i eksploatacji samolotów. Wraz z nimi do Japonii przybyły samoloty, których efektywność została sprawdzona nad frontem zachodnim I wojny. Ich pozytywna ocena dokonana przez Japończyków zaowocowała zakupem w Wielkiej Brytanii 50 myśliwców Sopwith Pup, a we Francji maszyn SPAD S.XIII oraz Nieuport 24. Ten ostatni, z uwagi na swoją łatwość w pilotażu, bardzo dobre osiągi i nieskomplikowana konstrukcję, skłonił dowództwo Lotnictwa Armii do zakupu licencji na jego produkcję w kraju, którą uruchomiono w 1919 roku. Śledząc światowe trendy w budowie samolotów myśliwskich, Lotnictwo Armii Cesarskiej w 1922 roku zakupiło dziesięć egzemplarzy samolotu Nieuport 29, uznawanego za jedną z najlepszych maszyn myśliwskich w owym czasie. Przeprowadzone próby potwierdziły doskonałą opinię, jaką cieszyła się ta maszyna. W efekcie Japonia zakupiła licencję na ich budowę w kraju pod oznaczeniem Ko-4. Zakupiona licencja miała służyć jedynie zebraniu potrzebnego przy budowie samolotów doświadczenia, docelowo Lotnictwo Cesarskiej Armii chciało oprzeć swoją flotę o konstrukcje będące wytworem własnej myśli technicznej.

### Projekt
Już w 1926 roku, rok od wprowadzenia na uzbrojenie myśliwca Ko-4, podjęto decyzję, iż jego następcą będzie rodzima konstrukcja. W listopadzie 1926 roku Wydział Techniczny Głównego Biura ds. Lotnictwa Armii (Rikugun Koku Honbu Gijutsubu) ogłosił wymagania techniczne, jakimi powinna charakteryzować się nowa konstrukcja, które skierowano do wytwórni Kawasaki, Nakajima, Mitsubishi i Ishikawajima (która później wycofała się z rywalizacji). Do lutego 1927 roku wszystkie zainteresowane wzięciem udziału w pracach wytwórnie przedstawiły swoje projekty: Kawasaki projekt KDA-3, Nakajima samolot Typ 91, a firma Mitsubishi przedstawiła model oznaczony jako 1MF2 Hayabusa. Prace nad samolotem prowadził zespół konstruktorów japońskich, wśród których znaleźli się między innymi Jiro Horikoshi i Jiro Tanaka. Całością prowadzonych prac kierował przybyły do Japonii w kwietniu 1925 roku niemiecki inżynier dr Alexander Baumann. Baumann był szefem biura konstrukcyjnego w Zeppelin-Staaken, a następnie profesorem uniwersytetu w Stuttgarcie. Zespół kierowany przez Baumanna zaprojektował maszynę o bardzo prostej konstrukcji. W celu ułatwienia produkcji i późniejszej, potencjalnej obsługi, zastosowano kadłub o metalowej konstrukcji o niemal prostokątnym przekroju. Maszyna, która otrzymała oznaczenie 1MF2 Hayabusa była zastrzałowym górnopłatem z drewnianym skrzydłem w układzie typu parasol. Skrzydła posiadały po dwie pary zastrzałów, a na kadłubie opierały się na wspornikach w kształcie litery N. W maszynie zastosowano nowatorskie jak na czasy, w których powstała, rozwiązania. Zastrzały skrzydeł nie były usztywniane naciągami, a w trakcie lotu istniała możliwość wyrzucenia zbiornika paliwa. Proste podwozie główne z kołami zamontowanymi na wspólnej osi. Pomiędzy goleniami podwozia umieszczono dużą chłodnicę. Kabina pilota znajdowała się niemal pośrodku kadłuba, co znacznie ograniczało widoczność na wprost. Samolot uzbrojony był w dwa zamontowane na stałe karabiny maszynowe typu Vickers E kalibru 7,7 mm. Całość konstrukcji pokryta płótnem. Do napędu samolotu wykorzystano chłodzony wodą, 12-cylindrowy silnik rzędowy w układzie V Mitsubishi Hispano-Suiza ze stałym, metalowym, dwułopatowym śmigłem typu Reed. W maju 1928 roku ukończono budowę pierwszego z dwóch prototypów i prawdopodobnie w tym samym miesiącu dokonano jego oblotu. Następnie maszyna została wysłana do Tokorozawy, gdzie mieścił się ośrodek prób Lotnictwa Armii.
W Tokorozawie zamierzano przeprowadzić próby porównawcze wszystkich trzech samolotów: 1MF2, KDA-3 i Typ 91, mające wskazać najlepszą konstrukcję. Początkowo loty wszystkich trzech maszyn prototypowych przebiegały bez problemu. 1MF2 osiągnął prędkość maksymalną 272 km/h na wysokości 3000 m. Niestety w czerwcu 1928 roku doszło do katastrofy samolotu. Pilot Sumitoshi Nakao wprowadził maszynę w lot nurkowy chcąc przekroczyć prędkość 400 km/h. W trakcie nurkowania Hayabusha dosłownie rozpadła się w powietrzu. Pilot zdołał się uratować dzięki wykorzystaniu spadochronu, stając się przy okazji pierwszym w historii japońskim pilotem, który wykonał skok ze spadochronem. Wypadek przekreślił szanse 1MF2 na zwycięstwo w konkursie i w końcowej ocenie porównującej wszystkie trzy samoloty zajął on ostatnie miejsce. Drugi z wybudowanych prototypów został wykorzystany do prób wytrzymałościowych aż do jego całkowitego zniszczenia.